# Donna: vrouwen in verzet
Donna: vrouwen in het verzet is een documentairefilm uit 1980 geregisseerd door Yvonne Scholten. De film maakt deel uit van de tweede feministische beweging en is gedistribueerd door het Amsterdamse Feministisch Filmkollektief Cinemien. Het uitgangspunt van de film is de aanslag op 9 januari 1979 een fascistisch commando op Radio Donna, een feministisch radiostation in Rome. De film is een documentaire die 80 jaar vrouwenverzet in beeld brengt op basis van archiefbeelden en interviews. De documentaire geeft weer hoe Italiaanse vrouwen zich weerden tegen de kerk, de christendemocraten, het patriarchaat en Mussolini.

## Achtergrond
Yvonne Scholten is journalist en documentairemaakster. Ze was in de zeventig en tachtiger jaren correspondent in Italië voor omroepen en (dag)bladen.